# AZ in het seizoen 1999/00
Het seizoen 1999/2000 was het 33e jaar in het bestaan van de Alkmaarse betaaldvoetbalclub AZ '67. De club kwam uit in de Eredivisie en eindigde daarin op de zevende plaats. Tevens deed de club mee aan het toernooi om de KNVB Beker, hierin werd in de halve finale, na strafschoppen, verloren van N.E.C. (1–1).

## Wedstrijdstatistieken

### Eredivisie
|       | Ajax  | FC Den Bosch | Cambuur Leeuwarden | Feyenoord | Fortuna Sittard | De Graafschap | sc Heerenveen | MVV   | N.E.C. | PSV   | RKC Waalwijk | Roda JC | Sparta Rotterdam | FC Twente | FC Utrecht | Vitesse | Willem II |
| ----- | ----- | ------------ | ------------------ | --------- | --------------- | ------------- | ------------- | ----- | ------ | ----- | ------------ | ------- | ---------------- | --------- | ---------- | ------- | --------- |
| Thuis | 1 – 2 | 2 – 0        | 4 – 0              | 0 – 0     | 2 – 0           | 2 – 0         | 0 – 1         | 2 – 0 | 1 – 1  | 0 – 3 | 4 – 0        | 1 – 2   | 4 – 0            | 2 – 1     | 0 – 1      | 0 – 1   | 2 – 2     |
| Uit   | 4 – 1 | 2 – 3        | 2 – 4              | 5 – 3     | 1 – 2           | 2 – 5         | 3 – 0         | 3 – 4 | 1 – 2  | 5 – 1 | 1 – 2        | 3 – 2   | 3 – 6            | 4 – 1     | 3 – 3      | 0 – 2   | 3 – 1     |

### KNVB Beker
| Groepsfase                                                | AZ                                                                           | 4 – 0 (1 – 0)                         | ADO '20                                                                   |
| 6 augustus 1999 Plaats: Alkmaar Alkmaarderhout            | Abdelkrim El Hadrioui 16', 73' Michael Buskermolen 49' Barry van Galen 87'   |                                       |                                                                           |
| Groepsfase                                                | AZ                                                                           | 4 – 1 (1 – 0)                         | FC Hilversum                                                              |
| 10 augustus 1999 Plaats: Alkmaar Alkmaarderhout           | Barry van Galen 31' John Bosman 52' Rolf Landerl 57' Michael Buskermolen 58' |                                       | 74' Michael Kandhai                                                       |
| Groepsfase                                                | Noordwijk                                                                    | 2 – 4 (1 – 1)                         | AZ                                                                        |
| 17 augustus 1999 Plaats: Noordwijk Sportpark Duinwetering | Wim de Jong 42' Marco Klein 80' (pen.)                                       |                                       | 31' (pen.) Michael Buskermolen 53' Caniggia 70', 79' Robert van der Weert |
| 2e ronde                                                  | Hoek                                                                         | 0 – 4 (0 – 3)                         | AZ                                                                        |
| 23 september 1999 Plaats: Hoek Sportpark Denoek           |                                                                              |                                       | 12' Barry van Galen 30' John Bosman 39' Barry Opdam 79' Fernando Ricksen  |
| 3e ronde                                                  | AZ                                                                           | 2 – 0 (1 – 0)                         | Heracles Almelo                                                           |
| 28 oktober 1999 Plaats: Alkmaar Alkmaarderhout            | John Bosman 36' Fernando Ricksen 90'                                         |                                       |                                                                           |
| Achtste finale                                            | Feyenoord                                                                    | 1 – 3 (1 – 1)                         | AZ                                                                        |
| 30 januari 2000 Plaats: Rotterdam Stadion Feijenoord      | Paul Bosvelt 32'                                                             |                                       | 42' (pen.) Barry van Galen 62' Ferdino Hernandez 90' Dries Boussatta      |
| Kwartfinale                                               | Willem II                                                                    | 1 – 2 (0 – 1, 1 – 1) Na verlenging    | AZ                                                                        |
| 17 februari 2000 Plaats: Tilburg Koning Willem II Stadion | Dennis Schulp 90'                                                            |                                       | 36' Barry Opdam 97' Peter van den Berg                                    |
| Halve finale                                              | AZ                                                                           | 1 – 1 (0 – 0, 1 – 1) Na strafschoppen | N.E.C.                                                                    |
| 11 april 2000 Plaats: Alkmaar Alkmaarderhout              | Kenneth Pérez 77'                                                            |                                       | 60' Jack de Gier                                                          |

## Statistieken AZ '67 1999/2000

### Eindstand AZ '67 in de Nederlandse Eredivisie 1999 / 2000
| Stand | Gespeeld | Gewonnen | Gelijk | Verloren | Punten | Doelpunten voor | Doelpunten tegen |
| ----- | -------- | -------- | ------ | -------- | ------ | --------------- | ---------------- |
| 7e    | 34       | 17       | 4      | 13       | 55     | 69              | 59               |

### Topscorers
| #                    | Naam                  | Goal |
| -------------------- | --------------------- | ---- |
| 1.                   | John Bosman           | 18   |
| 2.                   | Barry van Galen       | 11   |
| 3.                   | Fernando Ricksen      | 9    |
| 4.                   | Max Huiberts          | 5    |
| 4.                   | Barry Opdam           | 5    |
| 6.                   | Youssef Fertout       | 4    |
| 7.                   | Dries Boussatta       | 3    |
| 7.                   | Ferdino Hernandez     | 3    |
| 9.                   | Michael Buskermolen   | 2    |
| 9.                   | Abdelkrim El Hadrioui | 2    |
| 11.                  | Rolf Landerl          | 1    |
| 11.                  | John Mutsaers         | 1    |
| 11.                  | Kenneth Pérez         | 1    |
| 11.                  | Robert van der Weert  | 1    |
| 11.                  | Peter Wijker          | 1    |
| Onbekende doelpunten |                       |      |
| –                    | Onbekend              | 2    |
| Totaal               | Totaal                | 69   |

| #      | Naam                  | Goal |
| ------ | --------------------- | ---- |
| 1.     | Barry van Galen       | 4    |
| 2.     | John Bosman           | 3    |
| 2.     | Michael Buskermolen   | 3    |
| 4.     | Abdelkrim El Hadrioui | 2    |
| 4.     | Barry Opdam           | 2    |
| 4.     | Fernando Ricksen      | 2    |
| 4.     | Robert van der Weert  | 2    |
| 7.     | Peter van den Berg    | 1    |
| 7.     | Dries Boussatta       | 1    |
| 7.     | Caniggia              | 1    |
| 7.     | Ferdino Hernandez     | 1    |
| 7.     | Rolf Landerl          | 1    |
| 7.     | Kenneth Pérez         | 1    |
| Totaal | Totaal                | 25   |

## Voetnoten
Ajax ·
AZ ·
FC Den Bosch ·
Cambuur Leeuwarden ·
Feyenoord ·
Fortuna Sittard ·
De Graafschap ·
sc Heerenveen ·
MVV ·
N.E.C. ·
PSV ·
RKC Waalwijk ·
Roda JC ·
Sparta Rotterdam ·
FC Twente ·
FC Utrecht ·
Vitesse ·
Willem II